# USB Implementers Forum
L'USB Implementers Forum (USB-IF) est une organisation à but non lucratif créée pour promouvoir et soutenir le Universal Serial Bus. Ses activités principales sont la promotion et la commercialisation de l'USB, du Wireless USB, de l'USB On-The-Go, de la maintenance du cahier des charges, ainsi que d'un programme de conformité.
Il a été créé en 1995 par le groupe de sociétés qui ont développé la technologie USB. Les sociétés fondatrices étaient Compaq, Digital, IBM PC Co, Intel, Microsoft, NEC et Nortel. Les membres notables incluent Hewlett-Packard, NEC, Microsoft, Apple Inc., Intel et Agere Systems .
Les comités de travail au sein de l'USB-IF sont :
- groupe de travail sur les appareils ;
- comité de conformité ;
- comité de marketing.

Le site Web de l'USB-IF s'adresse aux développeurs qui peuvent s'inscrire librement sur les forums Web et accéder à la documentation. Toutefois, pour rejoindre un groupe de travail, il faut travailler pour une société membre ou s'inscrire en tant que membre. Les forums pour les développeurs couvrent le développement matériel et logiciels de l'USB et ne constituent pas des forums d'utilisateurs finaux.
En 2014, ils ont annoncé un nouveau connecteur USB appelée USB Type-C. Il permet de transférer des données avec des débits allant jusqu'à 10 Gbit/s et de charger les appareils avec une puissance allant jusqu'à 100 watts.
Le conseil d'administration se compose des sociétés Apple, HP Inc., Intel Corporation, Microsoft Corporation, Renesas Electronics, STMicroelectronics et Texas Instruments.

## Obtention d'un identifiant de vendeur
Un identifiant de fournisseur est nécessaire pour obtenir une certification de conformité de la part de l'USB-IF. L'USB-IF est responsable de la délivrance des identifiants des fournisseurs USB aux fabricants de produits. L’émission de ce numéro coûte 5 000 dollars des États-Unis. De plus, l'utilisation d'un logo USB pour identifier des appareils certifiés nécessite une redevance de licence de 3 500 dollars américains pour une durée de 2 ans. Certains fabricants de microcontrôleurs proposent une sous-licence gratuite ou à faible coût de leur ID de fournisseur pour le développement / les tests et la production limitée (généralement inférieure à 10 000 unités). Les fournisseurs offrant ce service gratuit incluent :
- Dream SAS [3]
- Énergie Micro [4]
- FTDI [5]
- Luminary Micro [6]
- Puce [7]
- NXP [8]
- Silicon Labs [9]
- STMicroelectronics [10]
- Texas Instruments [11]

Par ailleurs, de nombreux membres de la communauté open source encouragent l'utilisation de la clé USB VID 0xF055 (visuellement similaire à FOSS) pour les projets matériels open-source. Bien que ce VID ne soit enregistré auprès d'aucune société (à partir d'octobre 2015), l'USB-IF n'a pas émis de confirmation concernant sa réservation pour cet usage particulier.